# Morpho chrysonicus
Morpho chrysonicus är en fjärilsart som beskrevs av Hans Fruhstorfer 1913. Morpho chrysonicus ingår i släktet Morpho och familjen praktfjärilar. Inga underarter finns listade i Catalogue of Life.